# Aubry-le-Panthou
Aubry-le-Panthou település Franciaországban, Orne megyében. Lakosainak száma 130 fő (2022. január 1.). Aubry-le-Panthou Fresnay-le-Samson, La Fresnaie-Fayel, Mardilly, Neuville-sur-Touques, Roiville és Gouffern en Auge községekkel határos.

## Népesség
A település népességének változása:
| Lakosok száma | 106  | 110  | 119  | 115  | 116  | 120  | 123  | 126  | 130  |
|               | 2013 | 2015 | 2016 | 2017 | 2018 | 2019 | 2020 | 2021 | 2022 |